# Svenska Sesam
Svenska Sesam är ett svenskt barnprogram i 30 avsnitt, inspelat 1981 med inslag från det amerikanska barnprogrammet Sesame Street.  Det premiärvisades i SVT samma år. Dessutom träffar man de animerade kamraterna Hansson (en papegoja) och Fia Jansson (en flodhäst). De animerades av Owe Gustafson.
Serien utspelar sig på "Galateatern" och regisserades av Birgitta Götestam och Peter Flack (som även medverkade). Initiativet till serien togs av producenten Lasse Haglund som också producerade serien. 
Albumet Svenska sesamskivan, med några av sångerna från tv-programmet, gavs ut samma år.

## Medverkande
- Magnus Härenstam - "Dirren", teaterdirektör
- Gunilla Åkesson - Primadonnan Maj-Lis
- Lill Lindfors - Millejor, städtant (hette egentligen Lillemor men detta namn hade dirren svårt att uttala)
- Nils Eklund - Pompom, inspicient och alltiallo
- Svante Thuresson - Sammy Carlsson junior, sång- och dansman
- Peter Flack - Holger Holm från Askersund, privatdetektiv, "Ärtans" morbror
- Meta Velander - Gladys Besk, byråkrat
- Olof Thunberg - Sotén, brandchef
- Susanne Lundqvist - Ärtan
- Lennart Loberg - Snögubben Knut